# David I de Escocia

Divisiones étnicas aproximadas en Escocia, 1100.
Habla gaélica
Zona nórdico-gaélica, caracterizada por el uso de ambas lenguas
Habla inglesa
El cúmbrico puede haber sobrevivido en esta zona, pero es más realista una mezcla entre cúmbrico, gaélico (oeste) e inglés (este)

David I de Escocia, en gaélico escocés antiguo Dabíd mac Maíl Choluim y en gaélico escocés moderno Daibhidh I mac [Mhaoil] Chaluim, (1083 o 1085-24 de mayo de 1153), también conocido como San David de Escocia, fue un monarca que ocupó el cargo de sucesión como príncipe de Cumbria (1113-1124) y Rey de Escocia (1124-1153). Hijo menor de Máel Coluim mac Donnchada y de santa Margarita de Escocia, David vivió gran parte de su infancia en Escocia, pero huyó al exilio a Inglaterra en 1093. Allí se convirtió en un miembro de la corte del rey Enrique I, y estuvo durante mucho tiempo en contacto con la cultura normanda y anglo-francesa.
Cuando su hermano Alejandro I de Escocia falleció en 1124, David comenzó, con el respaldo de Enrique I, a apropiarse del reino de Escocia (Alba), para lo que se vio forzado a combatir contra su sobrino y opositor, Máel Coluim mac Alaxandair. La victoria sobre este último, que tardó diez años en llegar, trajo aparejada la destrucción de Óengus de Moray, último mormaer de Moray («rey de Moray»). La victoria de David le permitió extender su control a otras regiones más lejanas que, teóricamente, formaban parte de su reino. Tras la muerte de su primer mecenas, Enrique I, David apoyó las pretensiones de la emperatriz consorte Matilde, hija del difunto monarca inglés y sobrina del propio David, al trono de Inglaterra; debido a ello, entró en conflicto con el rey Esteban de Inglaterra, y pudo extender su poder por el norte de Inglaterra pese a su derrota en la batalla del Estandarte en 1138.
El término «Revolución davidiana» es empleado con frecuencia por muchos académicos para resumir los cambios que tuvieron lugar en el reino de Escocia durante su mandato, incluyendo fundación de burgos y monasterios, la plasmación de los ideales de la Reforma gregoriana, la creciente influencia normanda sobre el gobierno escocés, y la introducción del feudalismo a través de la inmigración de caballeros franceses y anglo-normandos.
Aunque nunca fue formalmente canonizado, es venerado como santo por la Iglesia católica, siendo su fiesta el 24 de mayo.

## Primeros años
Los primeros años de David I son los más oscuros de su vida. Los historiadores solo pueden suponer la mayoría de las actividades de David en este periodo, debido a la escasez de evidencias que se conservan en la actualidad.

### Infancia y viaje a Inglaterra
David nació entre 1083 y 1085. Fue probablemente el octavo hijo del rey Máel Coluim III, y con seguridad el sexto y más joven del segundo matrimonio de Máel Coluim con la reina Margarita.
En 1093, el rey Máel Coluim y el hermano de David, Edward, fueron asesinados en el río Aln durante una invasión de Northumberland. David y sus dos hermanos Alejandro y Edgardo, ambos futuros reyes de Escocia, probablemente también estaban presentes cuando su madre falleció. De acuerdo a la tradición medieval tardía, los tres hermanos estaban en Edimburgo cuando fueron asediados por su tío, Domnall Bán.

Guillermo «Rufus», el Rojo, rey de Inglaterra, e instigador parcial de la guerra civil escocesa, 1093-1097.

Es muy probable que Domnall viajase más allá de Edimburgo para evitar que Margarita reclamase el trono en nombre de uno de sus hijos supervivientes, y es posible que Domnall haya sido coronado rey en Scone. No hay certeza de lo que ocurrió después, pero una introducción en la Crónica de Melrose sostiene que Domnall obligó a sus tres sobrinos a exiliarse, mientras que se alió con otro, Edmundo. Juan de Fordun escribió, siglos más tarde que Edgar Atheling puso a su disposición una escolta en Inglaterra.

### Intervención de William Rufus y el exilio inglés
William Rufus, Rey de Inglaterra, se opuso al acceso de Domnall al reino del norte. Envió al hijo mayor del rey Máel Coluim, el hermanastro de David, Donnchad, hacia Escocia en compañía de un ejército. Donnchad fue asesinado ese año, y en 1097 William envió al hermanastro de Donnchad, Edgardo, a Escocia. Este último tuvo mayor éxito, y fue coronado rey al término de 1097.
Durante la lucha por el poder entre 1093 y 1097, David se encontraba en Inglaterra. Hacia 1100, David era una figura irrelevante en Inglaterra, situado casi al margen de la corte real y con un futuro incierto, pero cuando William Rufus fue asesinado y Henry Beauclerc alcanzó el poder, la suerte de David cambió. Poco después de ser coronado, Henry contrajo matrimonio con la hermana de David, Edith, lo que convirtió a David en el cuñado del rey de Inglaterra. Desde ese momento, David cobró más importancia en la corte, y su futuro se hizo bastante más prometedor. A pesar de su formación gaélica, hacia el final de su estancia en Inglaterra, David se había convertido en un príncipe muy influido por la cultura normanda. Guillermo de Malmesbury escribió que fue en este periodo cuando David «borró toda la falta de lustre de la barbarie escocesa, al ser pulido por el tiempo y la amistad con nosotros».

## Príncipe de Cumbria, 1113-1124

Mapa del principado de David en Cumbria.

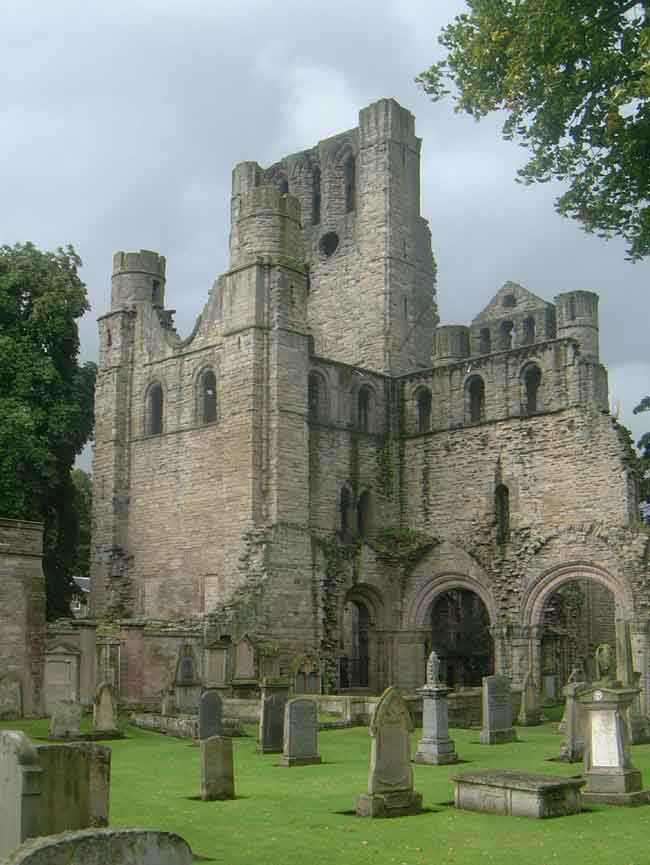
Las ruinas modernas de la abadía de Kelso, que estaba en Selkirk desde 1113, mientras David era príncipe de Cumbria; se trasladó a Kelso en 1128 para servir mejor a la capital meridional de David en Roxburgh.

El periodo de David como príncipe de Cumbria marca el comienzo de su vida como señor de grandes territorios. Dicho mandato comenzó probablemente en 1113, cuando Enrique I se comprometió y casó con la heredera del señorío de Huntingdon-Northampton. Por primera vez David se encontró en posesión de territorios dentro de lo que hoy es Escocia.

### La herencia
El hermano de David, el rey Edgardo, había visitado a William Rufus en mayo de 1099 y legó a David una extensa cantidad de territorio al sur del Firth de Forth. Edgardo falleció el 8 de enero de 1107. Se cree que David tomó el control de su herencia, las tierras del sur legadas por Edgardo, poco después de la muerte de este último. Sin embargo, no puede demostrarse que tomase posesión de su herencia hasta la fundación de la Abadía de Selkirk a fines de 1113. De acuerdo con Richard Oram, David se encontró en posición de reclamar su herencia en la zona sur de «Escocia», en 1113, cuando Enrique regresó a Inglaterra desde Normandía.

El apoyo del rey Enrique fue suficiente para obligar al rey Alejandro a reconocer los derechos de su hermano menor. Probablemente esta cesión no requirió derramamiento de sangre, aunque sí el uso de la fuerza. La agresión de David parece haber inspirado resentimiento entre algunos nativos escoceses. Un cuarteto de este periodo en gaélico manifiesta que:

| Olc a ndearna mac Mael Colaim,   | Es malo lo que ha hecho el hijo de Máel Coluim; |
| ar cosaid re hAlaxandir,         | separándonos de Alejandro;                      |
| do-ní le gach mac rígh romhaind, | él ocasiona, como antes cada hijo del rey;      |
| foghail ar faras Albain.         | el saqueo de la tranquila Alba.                 |

Si nos fiamos del término «separado de», este cuarteto debió ser escrito en los territorios nuevos de David en la «Escocia» meridional.
Las tierras en cuestión estaban conformadas por los condados (en la división anterior a 1994) de Roxburghshire, Selkirkshire, Berwickshire, Peeblesshire y Lanarkshire. Además, David obtuvo el título de princeps Cumbrensis, «Príncipe de Cumbria», como atestiguan diversos documentos de esa época. Aunque esta era una gran porción de Escocia al sur del río Forth, la región de Galloway se encontraba totalmente fuera del control de David.
David pudo haber tenido varios títulos de propiedad en partes de Dumfriesshire, Ayrshire, Dunbartonshire y Renfrewshire. En las tierras situadas entre Galloway y el Principado de Cumbria, David estableció finalmente grandes señoríos fronterizos, como Annandale, que quedó a cargo de Robert de Brus; Cunningham, para Hugh de Morville, y posiblemente Strathgryfe para Walter fitz Alan.

### David en Inglaterra

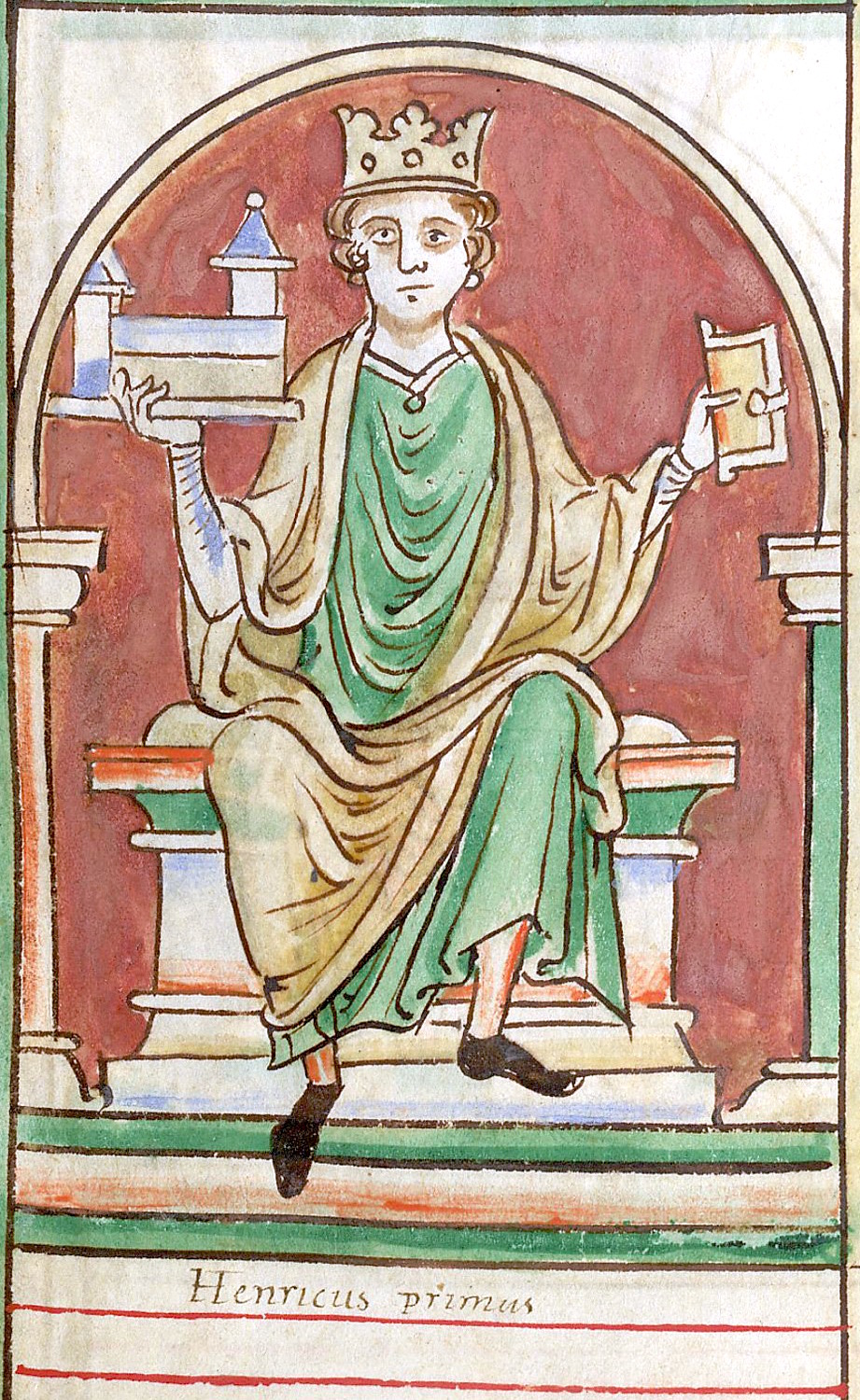
El rey Enrique I de Inglaterra. La política de Enrique en el norte de Gran Bretaña y la región del mar de Irlanda, constituyeron esencialmente la vida política de David.

Hacia finales de 1113, el rey Enrique le entregó a David la mano de Matilde de Senlis, hija de Waltheof, conde de Northumbria. El matrimonio aportó a David el «Honor de Huntingdon», un señorío que se extendía por los condados de Northampton, Huntingdon, y Bedford. Con el paso de los años, Matilde de Senlis dio a luz a un hijo, a quien David llamó Enrique, como su mecenas.
Los nuevos territorios sobre los que David obtuvo el control eran un gran complemento a sus ingresos y mano de obra, llegando a elevar su condición a uno de los magnates más poderosos en el reino de Inglaterra. Además, el padre de Matilde, Waltheof, había sido conde de Northumbria, un señorío caduco que había llegado a extenderse por el extremo norte de Inglaterra, incluyendo Cumberland, Westmorland, y parte de Northumberland, así como el señorío del obispado de Durham. Tras la muerte del rey Enrique, David reclamó el condado para su hijo Enrique.
Las actividades y andanzas de David después de 1114 no son siempre fáciles de exponer y precisar. Permaneció gran parte de su tiempo fuera de su principado, en Inglaterra y Normandía. Pese a la muerte de su hermana el 1 de mayo de 1118, David aún gozaba de los favores del rey Enrique cuando, en 1124, su hermano Alejandro falleció, dejando a Escocia sin rey.

## Hechos políticos y militares en Escocia durante el reinado de David
Michael Lynch y Richard Oram indican que a su llegada a Escocia, David I apenas tenía conexión con la cultura y la sociedad de los escoceses, pero asimismo ambos sostienen que David, en las últimas etapas de su reinado, volvió a sus orígenes gaélicos. Aun así, su pretensión de ser el heredero de la corona estaba en entredicho. David era el más joven de los ocho hijos, y concretamente, el menor de los últimos cinco que tuvo el rey. Además, otros dos reyes habían tenido hijos: William Fitz Duncan, hijo del rey Donnchad II, y Maél Coluim, hijo del rey Alejandro, precedían a David en términos de primogenitura. Sin embargo, a diferencia de David, ni William ni Máel Coluim tuvieron el apoyo de Enrique de Inglaterra. Por eso, al morir Alejandro en el año 1124, la aristocracia escocesa tenía dos opciones: aceptar a David como rey, o enfrentarse contra ambos.

### Primera guerra contra Máel Coluim

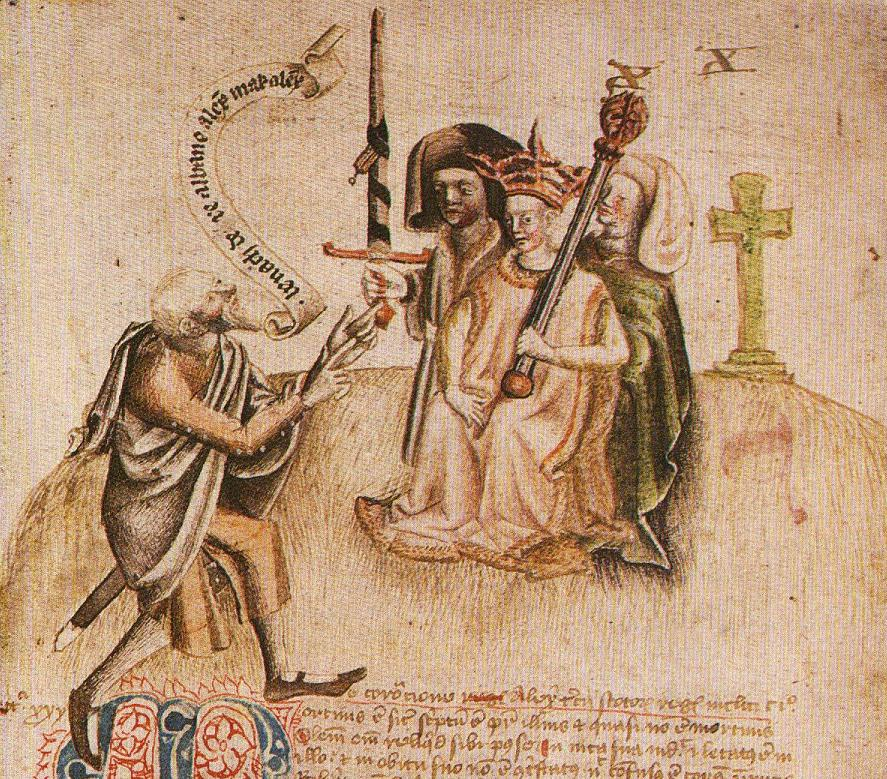
La inauguración real del tataranieto de David, Alejandro III de Escocia, Scone, 1249 (manuscrito de fines de la Edad Media).

El hijo de Alejandro, Máel Coluim, optó por la guerra. Orderico Vital sostiene que Máel Coluim mac Alaxandair «se sintió atacado por haberle sido arrebatado el trono, y luchó contra él en dos duras batallas. Sin embargo, David, que entendía mejor cómo aprovechar sus fuerzas y riquezas, acabó imponiéndose a él y a sus seguidores». Máel Coluim escapó desarmado hacia lugares de Escocia que no estaban aún bajo control de David, y consiguió allí cobijo y auxilio.
Entre abril y mayo del mismo año, David se coronó rey de Escocia (en gaélico rí(gh) Alban, en latín rex Scottorum) en Scone. Si se consideran firmes evidencias escocesas e irlandesas, los actos de la ceremonia de coronación consistieron en una serie de elaborados ritos tradicionales paganos ajenos al mundo anglo-francés del siglo XII. Ailred de Rievaulx, amigo de David y al mismo tiempo miembro de la corona, sostiene que David «aborrecía con tal fuerza los actos de homenaje ofrecidos por la nación escocesa en el nombramiento de sus reyes, que tuvo que ser prácticamente obligado por los obispos a aceptarlos».

### Segunda guerra contra Máel Coluim mac Alaxandair
Más allá de los límites del principado de Cumbria, y de la franja de Escocia que controlaba como rey, David I tenía poco poder durante la década de 1120 y en palabras de Richard Oram «sólo era rey de los escoceses en el nombre». Probablemente residió en esa parte de Escocia que gobernaba, entre finales de 1127 y 1130. Sin embargo, estuvo en la corte de Enrique en 1126 y principios de 1127, y volvió a ella de nuevo en 1130, ejerciendo de juez en el Palacio de Woodstock en el juicio por la traición de Geoffrey Clinton. Matilde de Senlis, la esposa de David, murió ese mismo año. Posiblemente debido a esto, mientras David todavía estaba en el sur de Inglaterra, toda Escocia se alzó contra él.
El instigador fue su hermanastro Máel Coluim, quien recibía el apoyo de Óengus de Moray. Este rey era uno de los vasallos más poderosos de David, un hombre que como hijo mayor del rey Lulach de Escocia, siempre reclamó el reinado. Los escoceses rebeldes avanzaron hasta Angus, donde se enfrentaron con el contable de David, Edgard, en una batalla que tuvo lugar en Stracathro, cerca de Brechin. Según los Anales de Ulster, 1000 hombres de Edward y 4000 de Óengus, incluyendo al propio Óengus, murieron.
De acuerdo con Orderico Vital, Edward, aprovechando la muerte de Óengus, continuó su marcha hacia el propio reino de Moray, que, en palabras de Orderico «estaba sin protector ni señor»; así, Edward, «con la ayuda de Dios obtuvo el ducado de todo ese distrito». No obstante, el conflicto estaba lejos aún de finalizar. Máel Coluim logró escapar y prolongar durante cuatro años esta guerra civil, por lo que ese periodo de reinado para David I fue una «lucha por la supervivencia».
Parece que David solicitó refuerzos militares a su patrón o mecenas, el rey Enrique. Ailred de Rievaulx relata que, tras eso, una extensa flota y ejército de los caballeros de Norman, incluyendo a Walter l'Espec, fueron enviados con rumbo a Carlisle, con el objetivo de intentar ayudar a David a derrotar a sus enemigos. Dicha flota parece que fue usada en el mar de Irlanda, en el Firth of Clyde y en toda la costa de Argyll, donde Máel Coluim tenía probablemente la mayor parte de sus partidarios. Finalmente, en 1134 Máel Coluim fue capturado y llevado a prisión en el Castillo de Roxburgo.

### Paz en el norte y oeste
Richard Oram sugiere que fue durante este periodo cuando David otorgó a Walter fitz Alan el kadrez de Strathgryfe, el norte de Kyle y el área que estaba alrededor de Renfrew, formando lo que podría ser el «señorío de Strathgryfe». Oram también añade que Hugh de Morville podría haber ganado el kadrez de Cunningham y el asentamiento de «Strathyrewen». Esto podría indicar que la campaña militar llevada a cabo entre 1130 y 1134 tuvo como resultado la adquisición de estos territorios.
Se desconoce el tiempo que se tardó en conseguir la paz en Moray, pero en ese periodo David nombró a su sobrino William fitz Duncan como sucesor de Óengus, quizás en compensación por su exclusión de la línea sucesoria al trono escocés, sobrevenida con la mayoría de edad del hijo de David, Enrique. William, al parecer, tomó como esposa a la hija de Óengus, cimentando así su autoridad en la región. Los burgos de Elgin y Forres pudieron haberse formado en esa época, consolidando la autoridad real en Moray. David también fundó el Priorato de Urquhart, posiblemente como «monasterio de victoria», y le asignó un porcentaje de su tributo desde Argyll.
También durante ese periodo se produjo la boda entre el hijo de Matad, Mormaer de Atholl, y Margarita, la hija de Haakon Pålsson, jarl de las Órcadas. Esta boda pacificó temporalmente la frontera norte del reino, e hizo posible que con el tiempo un señor vasallo de David ganase los territorios de las Orcadas y Caithness para el Reino de Escocia. Así, cuando el 1 de diciembre de 1135 murió el principal valedor de David, Enrique de Inglaterra, este controlaba una porción de Escocia mayor que nunca.

### Dominando el norte

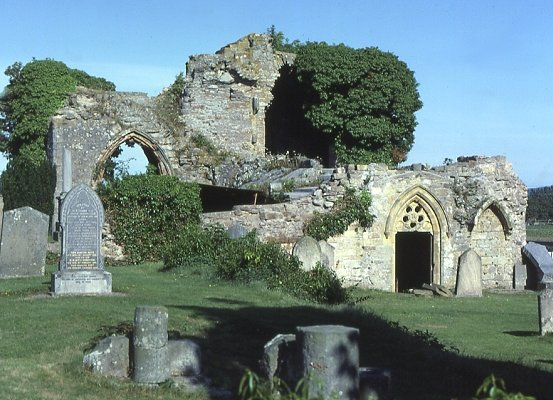
Las ruinas de la abadía de Kinloss en Moray, fundada por David en 1150 para una colonia de cistercienses de Melrose.

Mientras el rey Esteban luchaba en su intento por dominar el norte de Inglaterra en los años posteriores a 1136, David seguía su camino para conseguir el control del norte de Escocia. En 1139, a su primo de cinco años Harald Maddadsson se le otorgó el título de conde y también la mitad de las tierras del condado de las Orcadas, además del Caithness escocés. Durante la década de 1140, Caithness y Sutherland fueron devueltas al dominio escocés. Algún tiempo antes de 1146, David nombró a un nativo escocés llamado Aindréas como primer obispo de Caithness, una diócesis con sede en Halkirk, cerca de Thurso, en un área de población de etnia escandinava.
En 1150, parece que Caithness y todo el condado de las Orcadas iban a formar parte de Escocia; sin embargo, los planes de David para este territorio empezaron a complicarse. En 1151, el rey Øystein II de Noruega dirigió una gran flota en los canales de las Orcadas, capturando al desprevenido joven Harald en su casa de Thurso. Eystein le obligó a jurarle fidelidad como condición para su liberación. Más tarde ese mismo año, David respondió apoyando las reivindicaciones del rival de Harald, Erlend Haraldsson, en el gobierno de las Orcadas, otorgándole la mitad de Caithness. El rey Eystein contestó dándole a este mismo Erlend una extensión de territorio similar, anulando así el efecto de la oferta de David. La debilidad de David en las Orcadas nacía de que los reyes noruegos no estaban dispuestos a hacerse a un lado y dejar que les arrebatase parte de su poder.

## Relación entre David e Inglaterra
La relación de David con Inglaterra y su corona en esos años es interpretada de dos maneras. En primer lugar, para comprender sus acciones hace falta relacionarlas con su vínculo con el rey de Inglaterra. Ningún historiador suele negar que los primeros años de David como rey muestra una gran influencia de Enrique I. David era el «gran protegido» de este último, uno de sus «nuevos hombres». Su hostilidad hacia Esteban puede ser vista como un esfuerzo por retener la pretendida herencia de Enrique I, la sucesión de su hija, anteriormente emperatriz consorte, Matilde. David lideró sus batallas en su nombre, se reunió con ella a su llegada a Inglaterra, y ordenó como caballero a su hijo, el futuro rey Enrique II.
Sin embargo, la política de David hacia Inglaterra puede ser interpretada de otra manera. David era un rey que amaba la independencia y que, al mismo tiempo, intentaba construir un reino entre Escocia y Northumbria, tomando las partes más septentrionales del reino de Inglaterra. Desde este punto de vista, el apoyo de David hacia Matilde era solo un pretexto para la obtención de tierras. La ascendencia de David, por vía materna, pertenecía la Casa de Wessex, y la ascendencia por parte de madre de su hijo Enrique, a los condes sajones de Northumberland, lo cual se cree que pudo haber incentivado aún más este proyecto, que, sin embargo, solo pudo llevarse a cabo después de que Enrique II ordenara que el hijo sucesor de David, Máel Coluim IV, le hiciera entrega de las ganancias más importantes de su padre. Está claro que ninguna de estas interpretaciones puede ser considerada como la única válida, sin tomar en cuenta las demás.

### Usurpación de Esteban y el primer tratado de Durham
Enrique I había arreglado su herencia para que la heredera fuera su hija Matilde. Aun así, Esteban, el hermano menor de Teobaldo II, se hizo con el trono. David fue la primera persona que defendió el juramento para que reinase Matilde en 1127, y cuando Esteban se coronó rey el 22 de diciembre de 1135, David decidió entrar en guerra.
Cuando finalizó el mes de diciembre, David se dirigió al norte de Inglaterra, conquistando los castillos de Carlisle, Wark Tynedale, Alnwick, Norham y Newcastle, al término de enero. Un mes después, estuvo en Durham, donde se encontró con un ejército liderado por el rey Esteban. Después de una dura batalla, se llegó a un acuerdo de tratado a través del cual David podía retener a Carlisle, mientras que al hijo de David, Enrique, se le haría entrega, nuevamente, de su título, concediéndole la mitad de los terrenos del condado de Huntingdon, territorios que fueron conseguidos durante la revuelta de David. En lo que a Esteban concierne, se quedaría con el resto de castillos que conquistó David, y mientras que este último no recibiría ningún homenaje, Esteban sí lo haría por parte de Enrique en Carlisle, y en el resto de territorios ingleses. Esteban también le hizo entrega del condado, sin ningún valor pero concluyente, bajo la promesa de que si se restauraba el desaparecido condado de Northumberland, Enrique sería el primer candidato en obtener dicho reinado. El tema de Matilde no fue mencionado en ningún momento. No obstante, este primer tratado se anuló rápidamente después de que David viera el poco trato que se le daba a su hijo Enrique en la corte de Esteban.
Cuando finalizó el invierno entre 1136 y 1137, David volvió a invadir Inglaterra. El rey de los escoceses iba a confrontar en el norte de Inglaterra a un ejército inglés que estaba esperando su llegada en Newcastle. Una vez más, la batalla fue evitada, habiendo una tregua que fue aceptada hasta noviembre. Cuando acabó dicho mes, David exigió a Esteban que le entregase el conjunto del viejo condado de Northumberland. La negativa de Esteban provocó que David diera comienzo al tercer intento de invasión, esta vez en enero de 1138.
El ejército que invadió Inglaterra entre enero y febrero de 1138 causó un gran impacto entre los cronistas ingleses. Ricardo de Hexham lo anunció como «un ejército execrable, (sin honor alguno de Dios ni humano», y que «aterrorizó a toda la gente, matando a cualquiera sin importar edad, sexo y condición, destruyendo granjas, iglesias y casas». Muchas historias dudosas sobre canibalismo son mencionadas por muchos cronistas, siendo estos mismos los que hicieron un dibujo en el que se veía cómo se mataba a religiosos, mujeres y niños.
En febrero, Esteban se dirigió al norte para iniciar un trato con David. Ambos ejércitos se evitaron entre sí, mientras Esteban estaba cerca del camino sur. En verano, David dividió su ejército en dos, enviando a Willian fitz Duncan rumbo a Lancashire, donde tomó Furness y Craven. El 10 de junio, William fitz Duncan reunió una tropa que mezclaba a soldados y caballeros. La batalla de Clitheroe comenzó, y el ejército inglés fue derrotado.

### Batalla del Estandarte y el segundo Tratado de Durham
A finales de julio de 1138, los dos ejércitos escoceses se reunieron en las tierras de San Cuthbert controladas por el obispo de Durham, situadas a un lado del río Tyne. Otra tropa inglesa se mostró deseosa de conocer a los escoceses, liderados en aquel tiempo por William, Conde de Aumale. La victoria en Cliteroe probablemente animó a David a comenzar una batalla peligrosa. El ejército de David, unas 26 000 veces más fuerte que el ejército inglés, apareció por Inglaterra el 22 de agosto en Cowdon Moor, cerca de Northallerton, en North Yorkshire.
La batalla del Estandarte fue un fracaso para los escoceses. Más tarde, David y los supervivientes se retiraron a Carlisle. Aunque David perdió, no fue en ningún momento algo decisivo. Mantuvo la mayor parte de su ejército y, de esta manera, logró tener más poder para volver a realizar otra ofensiva. El asedio de Wark, que comenzó a partir de enero, no finalizó hasta la captura de esta en noviembre. David posteriormente ocupó Cumberland así como gran parte de Northumberland.
El 26 de septiembre, el cardenal Alberic (obispo de Ostia), llegó a Carlisle donde David había llamado a los nobles reales, abades y obispos. Alberic estaba allí para investigar la controversia que había sobre la lealtad del Obispo de Glasgow en el Arzobispado de York. Alberic jugó el papel de pacificador, y David aceptó una tregua de seis semanas en la que se excluía al condado de Wark. El 9 de abril, David y la hija de Esteban, Matilde I de Boulogne se conocieron en Durham y llegaron a un acuerdo. El hijo de David, Enrique, recuperaría el condado de Northumberland, junto al condado de Huntingdon y el señorío de Doncaster. A David se le permitía tomar Carlisle y Cumberland. El rey Esteban conservaba la posesión de los castillos estratégicos de Bamburgh y Newcastle. Todo esto hizo que David definitivamente enterrara el hacha de guerra.

### Llegada de Matilde y la reanudación del conflicto
El acuerdo con Esteban, aun así, no duró mucho. La llegada de la emperatriz Matilde a Inglaterra dio a David una oportunidad de retomar el conflicto con aquel. Entre mayo y junio, David viajó al sur de Inglaterra junto a la emperatriz, donde se estaba aguardando a su coronación en la Abadía de Westminster, pero nunca llegó a producirse. David estuvo allí hasta septiembre, donde la emperatriz fue rodeada en Winchester.
La guerra civil, o la anarquía, como posteriormente se la llamó,  permitió a David fortalecer su posición en el norte de Inglaterra. Mientras consolidaba sus tierras y las de su hijo, buscó aumentar su influencia. Los castillos de Newcastle y Bamburgh volvieron a estar a su mando y logró el dominio de todo el noroeste inglés, desde el río Ribble hasta Pennines, mientras mantuvo el noreste desde el sur del río Tyne, en la frontera con el obispado de Durham. Mientras su hijo persuadía a los barones de Northumberland para que fuesen parte de su séquito, David reconstruyó la fortaleza de Carlisle, que pasó a ser pronto su residencia favorita en detrimento de Roxburgo. La adquisición de las minas de Alston (Cumbria) en el río Tyne, permitió acuñar las primeras monedas del Reino de Escocia. David emitía fueros a la Abadía de Shrewsbury, con respecto a sus tierras en Lancashire.

### Obispado de Durham y arzobispado de York
Sin embargo, los éxitos de David eran, muchas veces, proporcionales a sus fracasos. La mayor decepción de David en su tiempo, fue la incapacidad de asegurar el control del obispado de Durham y el arzobispado de York. David intentó que su canciller, William Comyn, estuviese en el obispado de Durham, donde después de la muerte del obispo Geoffrey Rufus en 1140, su plaza había quedado vacante. Entre 1141 y 1143, Comyn fue el obispo de facto, y tuvo el control del castillo del obispo, pero guardaba recelo al dogma. A pesar de tener control sobre el pueblo de Durham, la única posibilidad que tenía David para asegurar su elección y consagración, era la de obtener el apoyo del legado papal, a cargo de Enrique de Blois, obispo de Winchester y hermano del rey Esteban. A pesar de obtener el apoyo de la emperatriz Matilde, David fracasó y se rindió mientras William de St. Bárbara era elegido para el puesto en 1143.
Asimismo, David intentó interferir en la sucesión al arzobispado de York. William FitzHerbert, sobrino del rey Esteban, encontró su posición en entredicho debido a la quiebra de la fortuna política de Esteban en el norte de Inglaterra, y fue depuesto por el Papa. David hizo uso de sus allegados cistercienses para crear un vínculo con Henry Murdac, el nuevo arzobispo. A pesar del apoyo del Papa Eugenio III, los seguidores del rey Esteban y William FitzHerbert se las apañaron para evitar que Henry accediera a su puesto en York. En 1149, Henry buscó el apoyo de David, y este último, al ver la oportunidad de someter a la archidiócesis bajo su control, se dirigió a la ciudad. Sin embargo, los simpatizantes de Esteban se enteraron de las intenciones de David y le informaron al respecto. Como resultado, Esteban marcó rumbo a la ciudad e instaló una nueva comandancia. David no se arriesgó y se retiró. Richard Oram especula que lo último que hizo David fue incluir al antiguo reino de Northumbria en sus dominios, siendo esto para Oram «la oportunidad para que cambiara el mapa político de las Islas Británicas perdidas para siempre».

## David y la Iglesia en Escocia

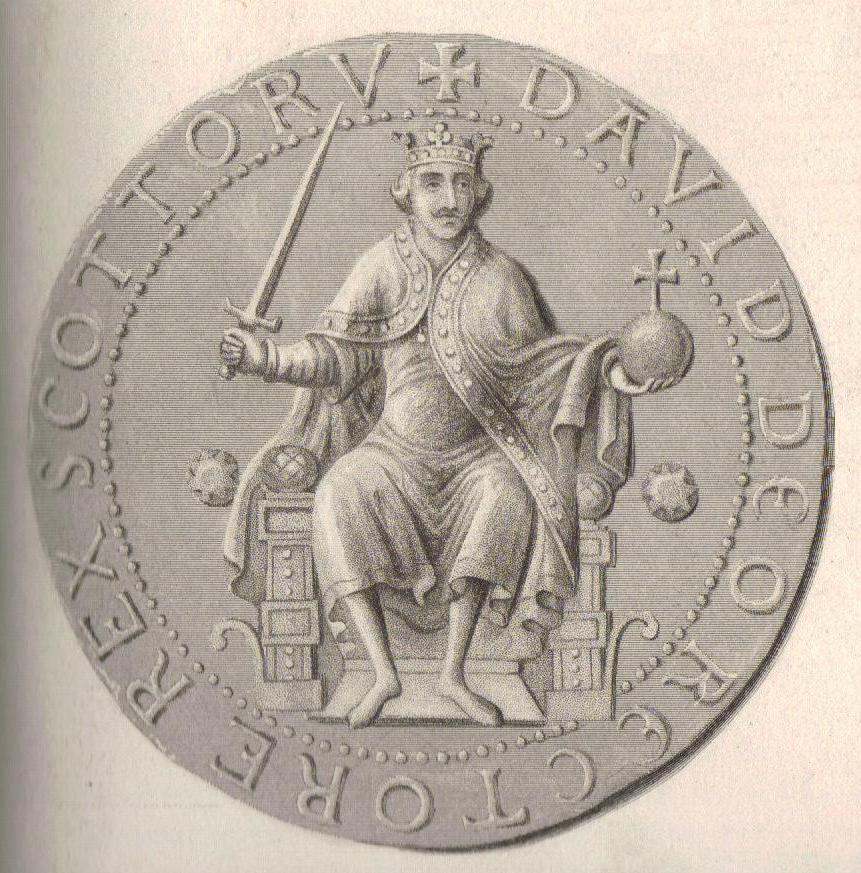
Grabado de acero y aumento de la cara opuesta de El Gran Sello de David I, representando al rey en la moda «europea» como un patrocinador mundano de la paz y defensor de la justicia.

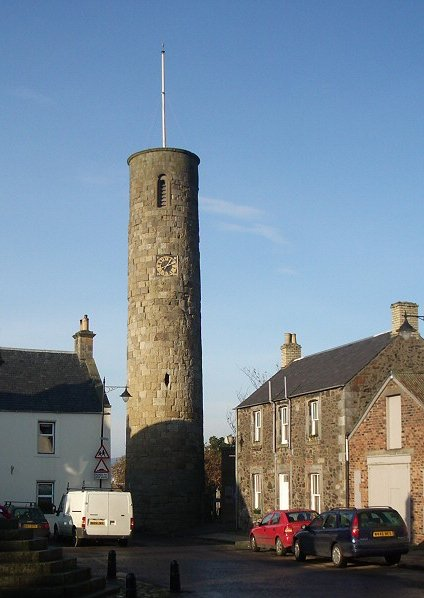
La torre circular en Abernethy; existe otra igual en la catedral de Brechin. Son una de las muestras más evidentes que han sobrevivido de la arquitectura eclesiástica escocesa previa al reinado de David.

El tratamiento histórico de David I y de la iglesia escocesa, suele poner énfasis en el papel trascendental del monarca como instrumento de reorganización de la diócesis y la penetración normanda, comenzando con el obispado de Glasgow, mientras David era príncipe de Cumbria, y extendiéndose más al norte luego de que el rey accediera al trono de Escocia. También se suele poner de manifiesto su papel como defensor de la independencia de la iglesia escocesa respecto a los reclamos de supremacía de los arzobispados de York y Canterbury.

### Innovaciones en el sistema eclesiástico
Se sostuvo alguna vez que las sedes episcopales de Escocia, así como el sistema parroquial en su plenitud, tuvieron sus orígenes en las innovaciones de David I. Hoy en día, sin embargo, los estudiosos tienen una visión algo más moderada. Ailred of Rievaulx escribió en el elogio de David que cuando llegó al poder «encontró tres o cuatro obispos en todo el imperio escocés [al norte de Forth], mientras que el resto vagaba sin un pastor, con la respectiva pérdida de la moral y la propiedad. Cuando murió, dejó a nueve, todos de un antiguo obispado que él mismo restauró, y otros nuevos que erigió». Aunque David trasladó el obispado de Mortlach hacia el este, a su nuevo burgo de Aberdeen, y ordenó la creación de la diócesis de Caithness, los otros obispados no pueden ser asignados como parte de su creación.
El obispado de Glasgow fue restaurado, más que reconstruido. David nombró al capellán francés John Capellanus – que era afín a la reforma –, para formar parte del obispado, y llevó a cabo una investigación, después de asignar al obispado todas las tierras de su principado, excepto algunos terrenos del este que correspondían al obispado de Saint Andrews. David fue también en parte responsable de forzar la creación de obispados semi-monásticos, como Brechin, Dunkeld y el Dunblane, para convertirse totalmente en episcopales y quedar, a su vez, firmemente integrados al sistema de la diócesis nacional.
En lo que concierne al desarrollo del sistema parroquial, el tradicional papel de David como su creador carece de pruebas que lo sustenten. Escocia tenía ya un antiguo sistema de iglesias parroquiales que datan de la Alta Edad Media, y el sistema que introdujo David, con sus tendencias normandas, puede ser visto más como una reforma que como una creación; hizo un sistema para Escocia de manera que se pareciera bastante más a otros como el francés o el inglés, pero no fue, en efecto, su creador.

### Disputas eclesiásticas
Uno de los primeros problemas con los que David tuvo que tratar, como rey, fue una disputa eclesiástica con la iglesia católica en Inglaterra. El problema con la iglesia en cuestión, tenía que ver con la subordinación de las catedrales escocesas a los arzobispos de York y Canterbury, un tema que desde su elección en 1124 evitó que Robert of Scone fuese consagrado en la sede de Saint Andrews. Parece ser que durante el siglo XI el obispado de St. Andrews funcionó como si de una archidiócesis se tratara. El título de «arzobispo» se dio a Giric de Cennrígmonaid, conforme a fuentes escocesas e irlandesas, y al obispo Fothad II.

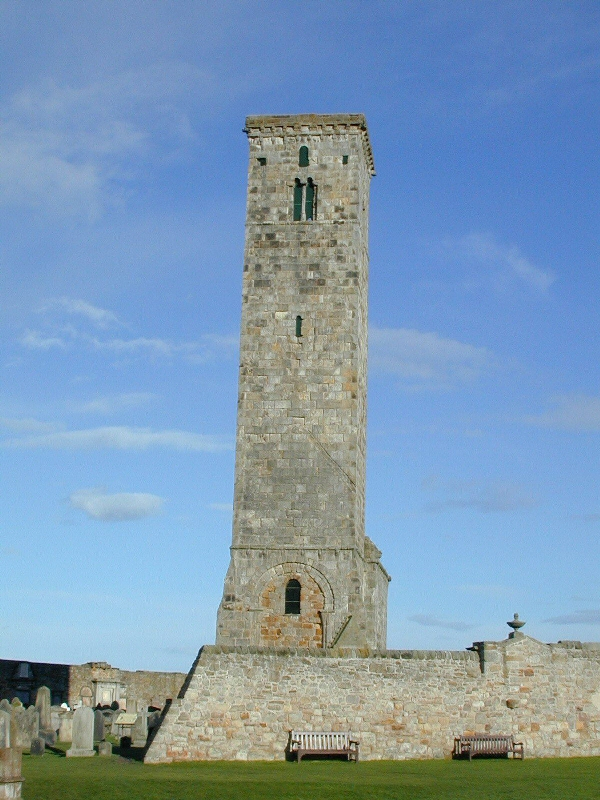
La torre de St. Riagal (San Regulus), en Cenn Ríghomnaidh (St. Andrews), es parte de la iglesia de St.Andrews, que ya existía en tiempos de David.

Obispados escoceses en tiempos de David I.

El problema era que este estatuto arzo-episcopal, no había sido aprobado por el papado, abriendo camino a los arzobispos ingleses para reclamar el señorío de toda la iglesia escocesa. El responsable de esa postura agresiva era el arzobispo de York, Thurstan. Sus primeros objetivos fáciles fueron los obispados de Glasgow y de Galloway que, situados en el sur del río Forth, no eran reconocidos como parte de Escocia ni de la jurisdicción de St. Andrews. En 1125, el papa Honorio II escribió a John, obispo de Glasgow, y a Gille Aldan, obispo de Galloway, ordenándoles que se incluyeran en el arzobispado de York. David ordenó al obispo John de Glasgow a viajar a la Santa Sede con vistas a asegurar el palio, con la finalidad de convertir el obispado de St. Andrews en un arzobispado con jurisdicción sobre Glasgow.
Thurstan, al igual que el arzobispo de Canterbury, William de Corbeil, viajaron a Roma, y ambos rechazaron la solicitud de David. Este último, no obstante, obtuvo el apoyo del rey Enrique, y el arzobispo de York aceptó posponer durante un año la propuesta y consagrar así a Robert de Scone sin hacer escrito de subordinación alguno. Los reclamos de York sobre los obispos del norte de Forth, fueron prácticamente abandonados durante el resto del reinado de David, aunque sus reivindicaciones más factibles seguían en Glasgow.
En 1151, David volvió a pedir el palio para el arzobispo de St. Andrews. En septiembre de ese mismo año, el cardenal John Paparo se reunió con David en su residencia de Carlisle. De un modo tentador para David, el cardenal iba camino a Irlanda con cuatro palios, con la intención de crear cuatro nuevos arzobispados irlandeses. Cuando el cardenal regresó de Carlisle, David realizó la petición. En el plan de David, la nueva archidiócesis incluiría todos los obispados de su territorio escocés, así como el obispado de Orcadas y el obispado de las Islas. Desafortunadamente para el rey, el cardenal no parecía haber llevado el pedido al papado. Al año siguiente, el papado dio a David otro golpe con la creación del arzobispado noruego de Trondheim, que comprendía a los obispados de las Islas y de las Orcadas.

## Muerte y sucesión a la corona

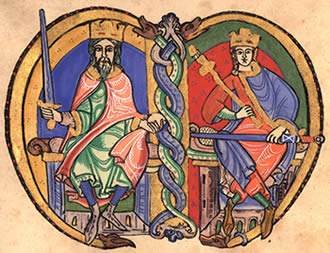
David, al lado de su sucesor Máel Coluim mac Eanric. El reinado de Máel Coluim IV de doce años fue marcado por la castidad y la fuerte religiosidad del joven rey.

David vino el 12 de julio de 1152, cuando murió su hijo y heredero a la corona, Enrique, conde de Northumberland. Enrique probablemente habría estado sufriendo una enfermedad durante un largo período.
Quizá David ya sabía que no iba vivir mucho más tiempo; en efecto, le quedaba menos de un año de vida. Es por ello que, rápidamente, declaró sucesor a Máel Coluim, y a su nieto Guillermo para ser el conde de Northumbria. Donchhad I, un magnate de la propia Escocia, fue designado como rector, o regente, y tomó a Máel Coluim, que tenía once años, viajando con él por Escocia con la finalidad de que el joven sucesor ganase experiencia para sus futuros proyectos.
La salud de David empezó a resentirse en el invierno de 1153, falleciendo el 24 de mayo de ese año. En la necrología del libro Anales de Tigernach, se alude a él como «Dabíd mac Mail Colaim, rí Alban & Saxan» (David, hijo de Máel Coluim, rey de Escocia e Inglaterra), un título que daba a conocer que parte del reinado de David tuvo importancia en el desarrollo de la nueva Inglaterra.

## Historiografía de David I

### La reputación medieval de David I
La valoración más temprana de David I lo describe como un rey piadoso, un reformador y un agente civilizador en una nación bárbara. Para William of Newburgh, David era un «Rey no bárbaro de una nación bárbara», que «sabiamente reguló la ferocidad de su nación bárbara». William elogia a David por su piedad, haciendo notar que, entre otras actividades santorales, «con frecuencia limpiaba los pies de los pobres». Otra de las personas que elogiaron a David fue su primer cortesano Ailred de Rievaulx, quien se hizo eco de las afirmaciones de Newburgh y elogió a David por su justicia, así como por su piedad, comentando que el mandato de David sobre los escoceses significó que «toda la barbaridad de aquella nación se suavizara... como si olvidando su fiereza natural, hayan subordinado sus cuellos a las leyes que la caballerosidad real había dictado».
Si bien procuran evitar el énfasis en la «barbaridad» escocesa del siglo XII, los historiadores de la última etapa de la Edad Media, tienden a repetir los relatos de la tradición crónica más temprana. Mucho de lo que fue escrito había sido antes transcrito directamente desde las primeras crónicas medievales o se basó en ellas muy de cerca, incluso en las obras importantes de John de Fordun, Andrew Wyntoun y Walter Bower. Por ejemplo, Bower incluye en ese texto el elogio para David de Ailred of Rievaulx. Esta cita se extiende a lo largo de veinte páginas en la edición moderna, y ejerció un buen grado de influencia sobre lo que se convirtió en la vista tradicional de David en obras posteriores de historia escocesa. El tratamiento histórico de David se desarrolló en los escritos de historiadores escoceses posteriores, y los trabajos de hombres como John Mair, George Buchanan, Hector Boece, y el obispo John Leslie aseguraron que por el siglo XVIII, emergiera una figura de David como un ser piadoso, amante de la justicia, constructor del estado y un vigoroso mantenedor de la independencia de Escocia.

### Tratamiento moderno de David I

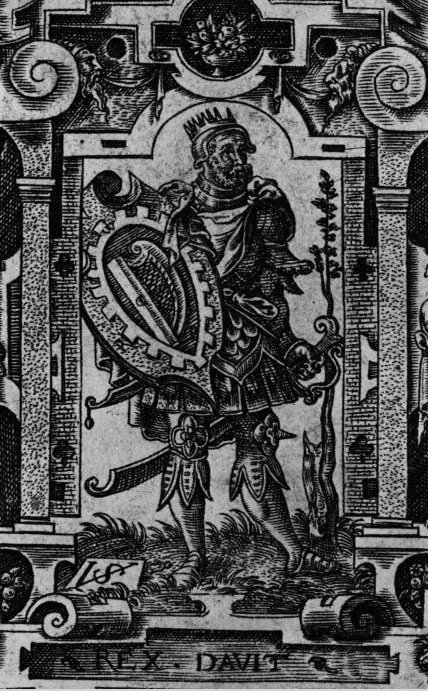
Descripción de David del, vestido como un montañero contemporáneo. La arpa sugiere una conexión con el David bíblico, así como hace referencia a sus orígenes celtas escoceses.

En la época moderna ha habido un mayor énfasis en el papel de David como jefe de Estado y en los efectos de sus cambios sobre el desarrollo cultural escocés. Los escoceses de los tierras bajas acostumbraron a trazar los orígenes de su cultura al matrimonio del padre de David, Máel Coluim III, con Santa Margarita, un mito que tiene sus raíces en el periodo medieval. Con el desarrollo de técnicas históricas modernas a mediados del siglo XIX, la responsabilidad por estos avances parece apoyarse más en David que en su padre. David asumió un papel principal en la destrucción alegada del reino celta de Escocia. Andrew Lang, en 1900, escribió que «con Alejandro I, termina el dominio celta; con David, el dominio normando e inglés está establecido».
Los periodos de la Ilustración y el Romanticismo habían elevado el papel de las razas y «paquetes étnicos» hacia la historia dominante, y en este contexto David fue descrito como hostil respecto a los nativos escoceses, y sus reformas fueron vistas a la luz de una agresión teutónica civilizada, natural, y quizás justificada, hacia los primitivos celtas.
En el siglo XX, se dedicaron muchos estudios a la conquista normanda del siglo XII sobre Escocia, concentrándose, y por tanto, haciendo énfasis en los cambios producidos por el reino de David I. The Normans in Scotland (1954) de Græme Ritchie, Scotland: The Making of the Kingdom (1974) de Archie Duncan, y los numerosos artículos de G. W. S. Barrow, formaron todos parte de esta tendencia historiográfica.
En los años 1880, Barrow buscó un compromiso entre el cambio y la continuidad, y defendió que el reino de David fue de hecho un «equilibrio entre lo nuevo y lo viejo». Tal conclusión fue una incorporación natural de una corriente subyacente en la historiografía escocesa que, a partir de la obra monumental y revolucionaria de tres volúmenes de William Forbes Skene, Celtic Scotland: A History of Ancient Alban (1876-80), se ha visto obligada a reconocer que la «Escocia celta» estuvo viva y saludable por un largo tiempo tras el reinado de David I. Michael Lynch siguió y se basó en la solución de compromiso de Barrow, defendiendo que conforme el reinado de David iba progresando, su reino se volvía más celta. A pesar de su subtítulo, en 2004, en el único volumen completo de estudio sobre el reinado de David I, David I: The King Who Made Scotland, su autor Richard Oram profundiza en la figura de Lynch, poniendo énfasis en la continuidad mientras situaba los cambios del reinado de David en su contexto.

## Revolución davidiana

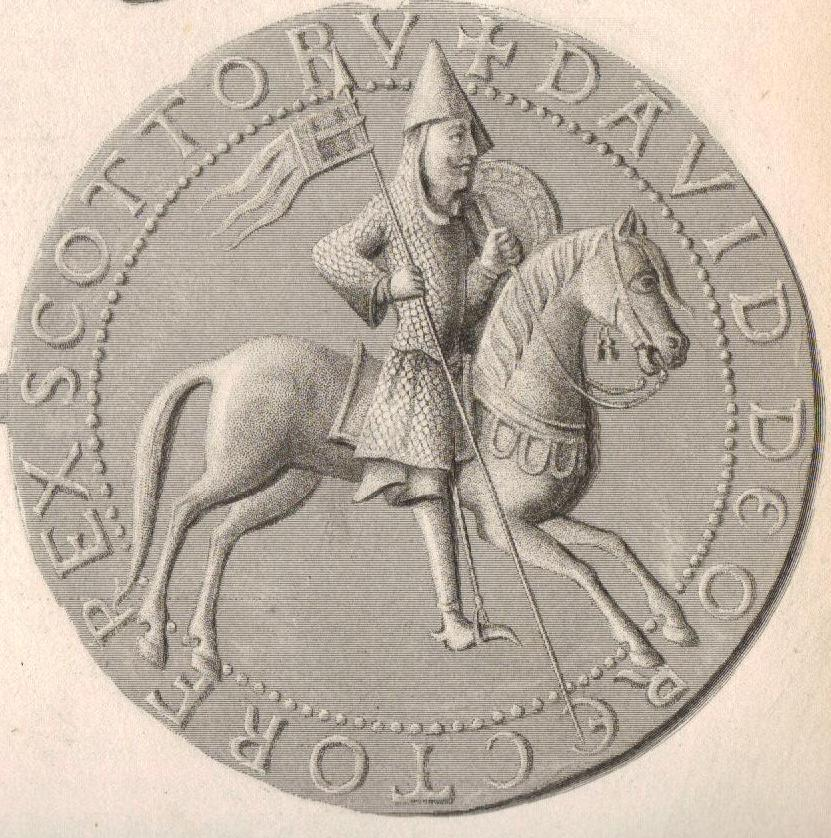
Grabado de acero y aumento del lado reverso del Gran Sello de David I, una imagen en estilo anglo-continental.

Sin embargo, aunque puede haber desacuerdo acerca de la importancia o magnitud del cambio histórico en la época de David I, ningún historiador niega que estaba teniendo lugar. El motivo es el que tanto Barrow como Lynch llamaron «revolución davidiana». La «revolución» de David se sostiene para apuntalar el desarrollo de la Escocia medieval tardía, a través del cual los cambios que él inauguró crecieron en muchas de las instituciones centrales del futuro reino medieval.
A partir del trabajo pionero de Robert Bartlett, The Making of Europe: Conquest, Colonization and Cultural Change, 950-1350 (1993), reforzado por The First European Revolution, c.970–1215 (2000) de Moore, se ha ido constatando que la «revolución» de David puede establecerse si se reconoce la «Revolución europea» más amplia que tuvo lugar en este periodo. La idea central es aquella del siglo X hacia la cultura e instituciones de los viejos centros carolingios del norte de Francia y el oeste de Alemania, que se iban expandiendo hacia zonas circundantes, creando una «Europa» más reconocible. Escocia fue solo una de las tantas áreas «colindantes».

### Gobierno y feudalismo

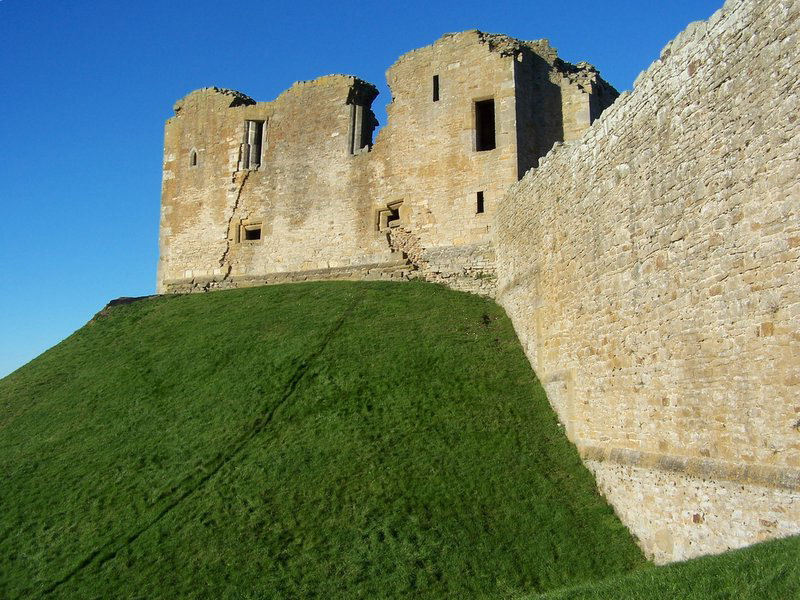
El castillo Duffus, comenzado posiblemente por Freskin, uno de los militares inmigrantes de David más exitosos a pequeña escala.

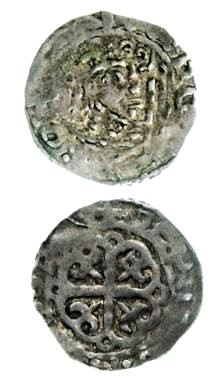
Peniques de plata de David I.

La extensiva actividad de caballeros extranjeros y los procesos por los cuales la tenencia de tierras se había convertido de habitual a feudal, o de lo contrario en relaciones legalmente definidas, revolucionaría la forma en la que el reino de Escocia era gobernado, como lo hizo la dispersión e instalación de agentes reales en las nuevas motas que estaban proliferando a lo largo del reino para proveer nuevos condados militares y juzgados para el doble propósito del refuerzo de la ley y los impuestos, arrastrando a Escocia bastante hacia el modelo «europeo».
En este periodo, Escocia experimentó innovaciones en prácticas gubernamentales y en la importación de caballeros extranjeros, mayoritariamente franceses. Los comienzos del feudalismo suelen atribuirse al reinado de David. Se caracteriza por «la construcción de castillos, el uso regular de caballería profesional, y el tributo de los caballeros», así como por «rendir homenaje y fidelidad». David estableció señoríos feudales a gran escala en el oeste de su principado de Cumbria, para los miembros liderantes del séquito militar francés que lo mantuvo en el poder. Además, se crearon muchos señoríos feudales a menor escala.
Se dieron muchos pasos durante el reinado de David para hacer que el gobierno de esa parte de Escocia que él administraba, se pareciera más al gobierno anglo-normando de Inglaterra. Los nuevos condados militares o sheriffdoms permitieron al rey poder administrar de forma efectiva las tierras reales. Durante su reinado, se establecieron sheriffs reales en el núcleo de los territorios personales del rey; a saber, en orden cronológico aproximado, en Roxburgo, Scone, Berwick-upon-Tweed, Stirling y Perth. El juzgado también fue creado en el reinado de David. Si bien esta institución tiene orígenes anglo-normandos, en Escocia, al menos al norte de Forth, representó cierta forma de continuidad con un cargo más antiguo.

### David I y la economía

Burgos establecidos en Escocia antes del ascenso del sucesor y nieto de David, Máel Coluim IV; estos fueron, en esencia, los primeros pueblos escoceses.

Los ingresos de su condado inglés y los procedimientos de las minas de plata en Alston, le permitieron producir a David las primeras monedas de Escocia. Esto modificó la naturaleza del comercio y transformó su imagen política.
David fue un gran constructor de pueblos. Como príncipe de Cumbria, fundó los dos primeros pueblos o burgos de «Escocia», en Roxburgo y Berwick. Los burgos eran establecimientos con límites definidos que garantizaban los derechos mercantiles, un sitio donde el rey podía almacenar y vender los productos de su cain y conveth (un modo de pago de facto en vez de proveer hospitalidad al rey). David fundó cerca de quince burgos.
Tal vez nada haya sido más importante en el reinado de David que los burgos. Si no pudieron, al menos en un primer momento, ser algo más que el núcleo de una clase inmigrante y mercante, fueron de vital importancia para reformar un largo periodo económico y étnico en Escocia. Estos pueblos planificados eran o se volvieron ingleses en lengua y cultura; William of Newburgh escribió en el reinado del monarca Guillermo el León, que «los pueblos y burgos del dominio escocés son conocidos por estar habitados por ingleses»; además de transformar la economía, el fracaso de estos pueblos por seguir siendo nativos, mermaría la posición de la lengua nativa escocesa, y daría comienzo a la idea de las Tierras bajas de Escocia o Scottish Lowlands.

### Patronazgo monástico

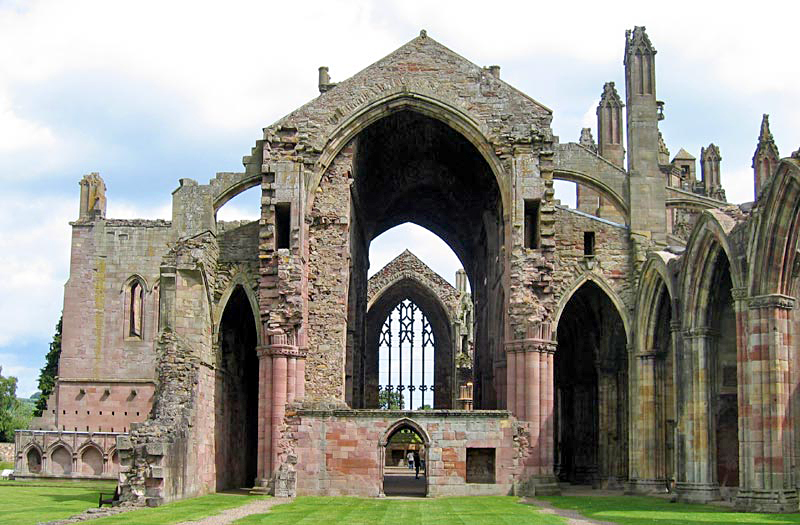
Las ruinas modernas de la abadía de Melrose. Fundado en 1137, este monasterio cisterciense se convirtió en uno de los legados más grandes del rey David.

David fue uno de los patrocinadores monásticos medievales más importantes. En 1113, en el que quizás fue el primer acto de David como príncipe de Cumbria, fundó la abadía de Selkirk para los tironensianos.  David fundó más de una docena de monasterios durante su reinado, patrocinando varias nuevas órdenes monásticas.
Esos monasterios no eran solo una expresión de la piedad de David, sino que también sirvieron para transformar a la sociedad escocesa. Los monasterios se convirtieron en centros de influencia extranjera, y proveyeron grupos de hombres letrados, capacitados para servir a las necesidades administrativas, cada vez más grandes, de la corona. Estos nuevos  monasterios, y en especial los cistercienses, introdujeron nuevas prácticas agrícolas. El trabajo cisterciense, por ejemplo, transformó al sur de Escocia en una de las fuentes más importantes de lana ovina en Europa del norte.